# Campionat Europeu de Salts de 2015 – 10 metres plataforma masculí
La prova de 10 metres plataforma masculí del Campionat Europeu de Salts de 2015 es va disputar a Rostock el dia 13 de juny.

## Resultats
*   Finalista
| #  | Saltador                 | País       | Preliminar | Preliminar | Final     | Final   |
| #  | Saltador                 | País       | Puntuació  | Posició    | Puntuació | Posició |
| -- | ------------------------ | ---------- | ---------- | ---------- | --------- | ------- |
| 1  | Martin Wolfram           | Alemanya   | 483,80     | 1          | 575,30    | 1       |
| 2  | Viktor Minyibajev        | Rússia     | 471,20     | 2          | 541,70    | 2       |
| 3  | Vadzim Kaptur            | Belarús    | 463,40     | 3          | 491,55    | 3       |
| 4  | Benjamin Auffret         | França     | 416,95     | 6          | 478,20    | 4       |
| 5  | Makszim Dolgov           | Ucraïna    | 441,15     | 5          | 454,85    | 5       |
| 6  | Szergej Nazin            | Rússia     | 447,30     | 4          | 450,80    | 6       |
| 7  | Matthew Lee              | Regne Unit | 409,80     | 7          | 443,65    | 7       |
| 8  | Jesper Tolvers           | Suècia     | 388,85     | 10         | 421,90    | 8       |
| 9  | Francesco Dell'Uomo      | Itàlia     | 397,15     | 8          | 418,05    | 9       |
| 10 | Maicol Verzotto          | Itàlia     | 371,05     | 11         | 394,20    | 10      |
| 11 | Lev Sargsyan             | Armènia    | 330,20     | 12         | 393,20    | 11      |
| 12 | Dominik Stein            | Alemanya   | 391,10     | 9          | 392,75    | 12      |
| 13 | Daniel Jensen            | Noruega    | 328,85     | 13         |           |         |
| 14 | Matthew Dixon            | Regne Unit | 315,30     | 14         |           |         |
| 15 | Loïs Szymczak            | França     | 315,00     | 15         |           |         |
| 16 | Vladimir Harutunyan      | Armènia    | 307,70     | 16         |           |         |
| 17 | Cătălin Constantin Cosma | Romania    | 288,95     | 17         |           |         |